# Hochemmerich
Hochemmerich mit 18.379 Einwohnern (Stand: 31. Dezember 2023) ist einer der alten Siedlungskerne der 1934 gebildeten Stadt Rheinhausen, die am 1. Januar 1975 zum Duisburger Stadtbezirk Rheinhausen wurde.

## Kirchspiel, Gemeinde, Bürgermeisterei, Ortsteil

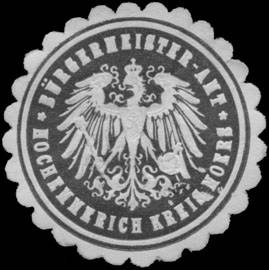
Siegelmarke Bürgermeisteramt Hochemmerich

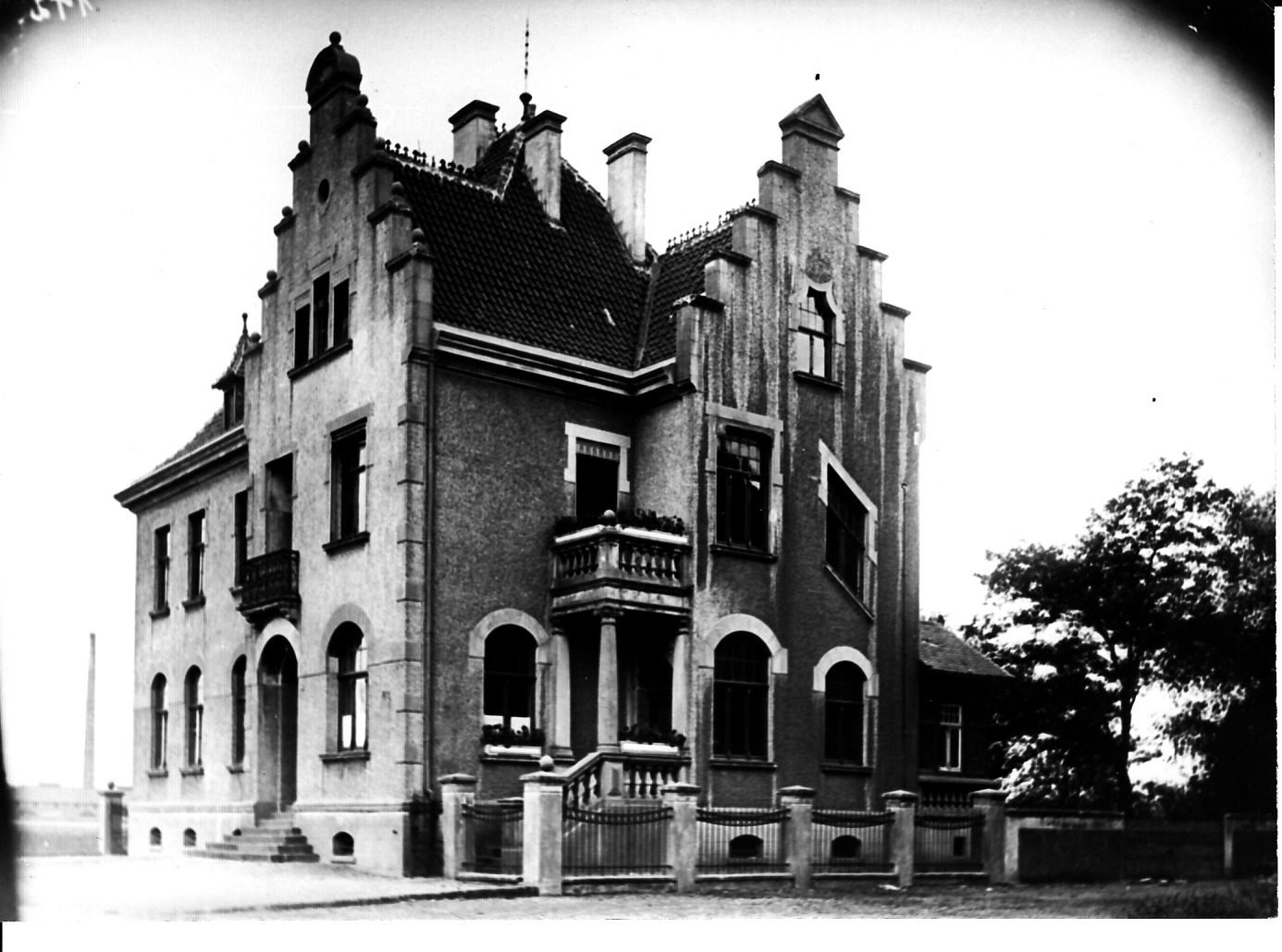
Ehemaliges Bürgermeisteramt Hochemmerich, ca. 1915

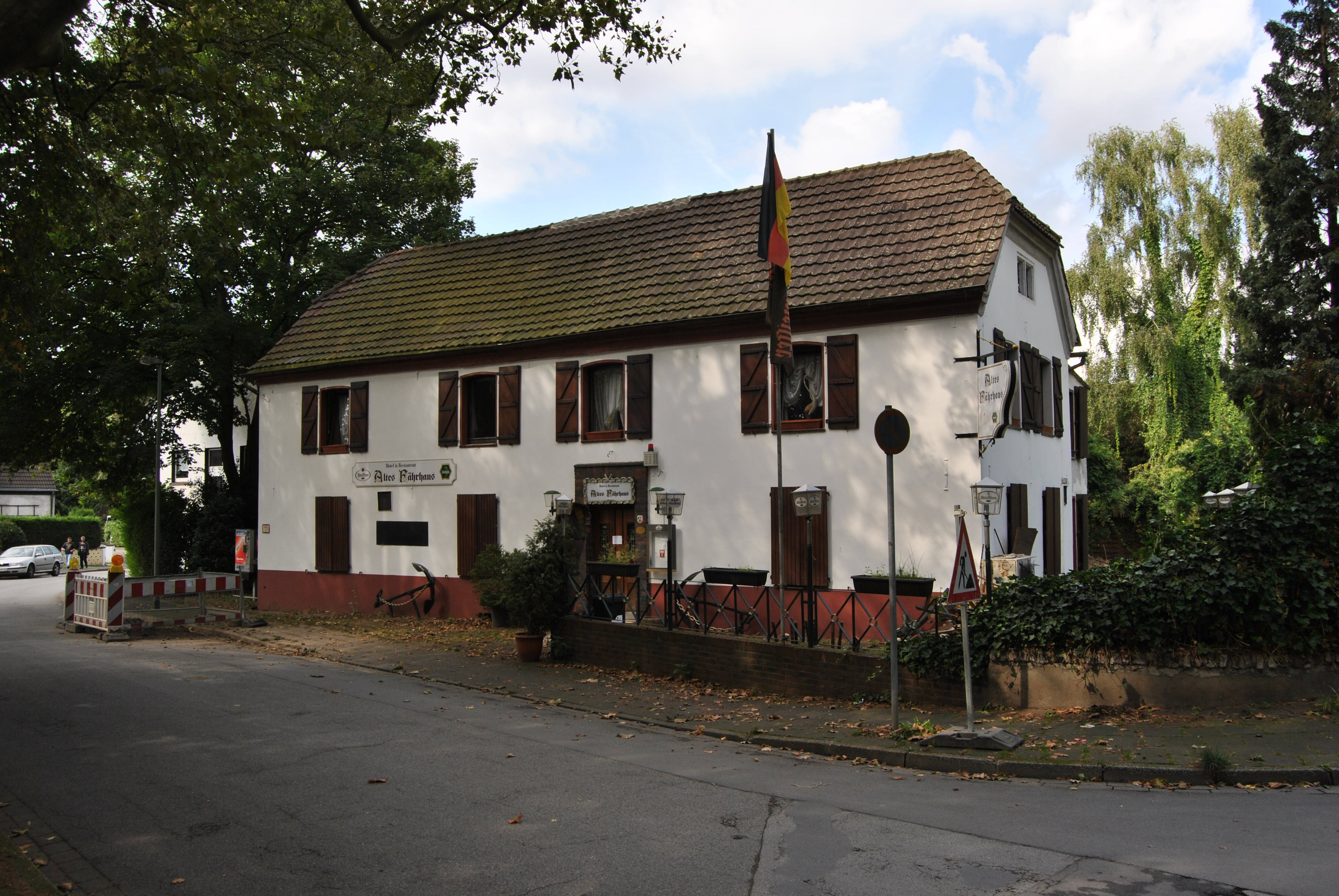
Altes Fährhaus

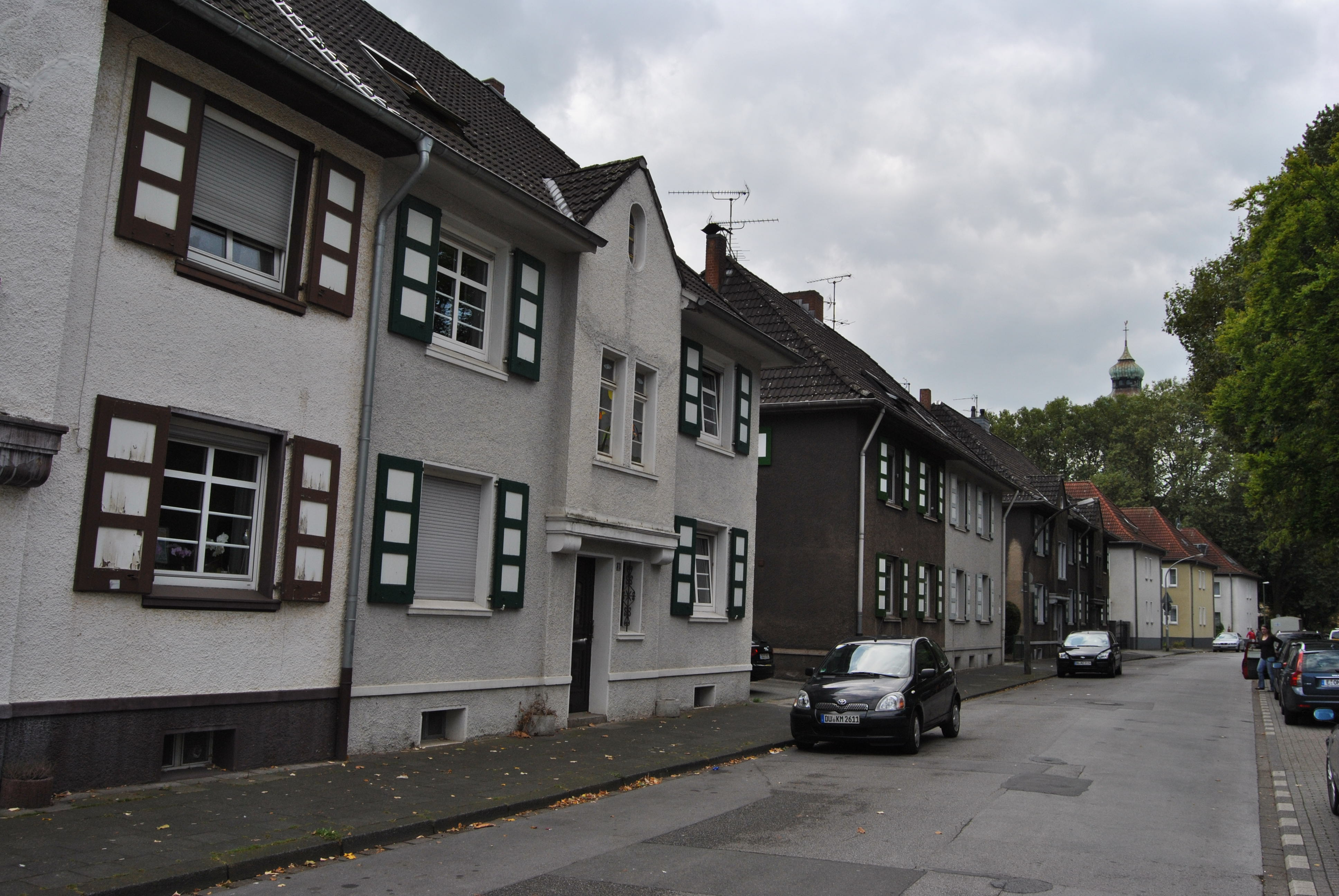
Margarethensiedlung, Paulstraße

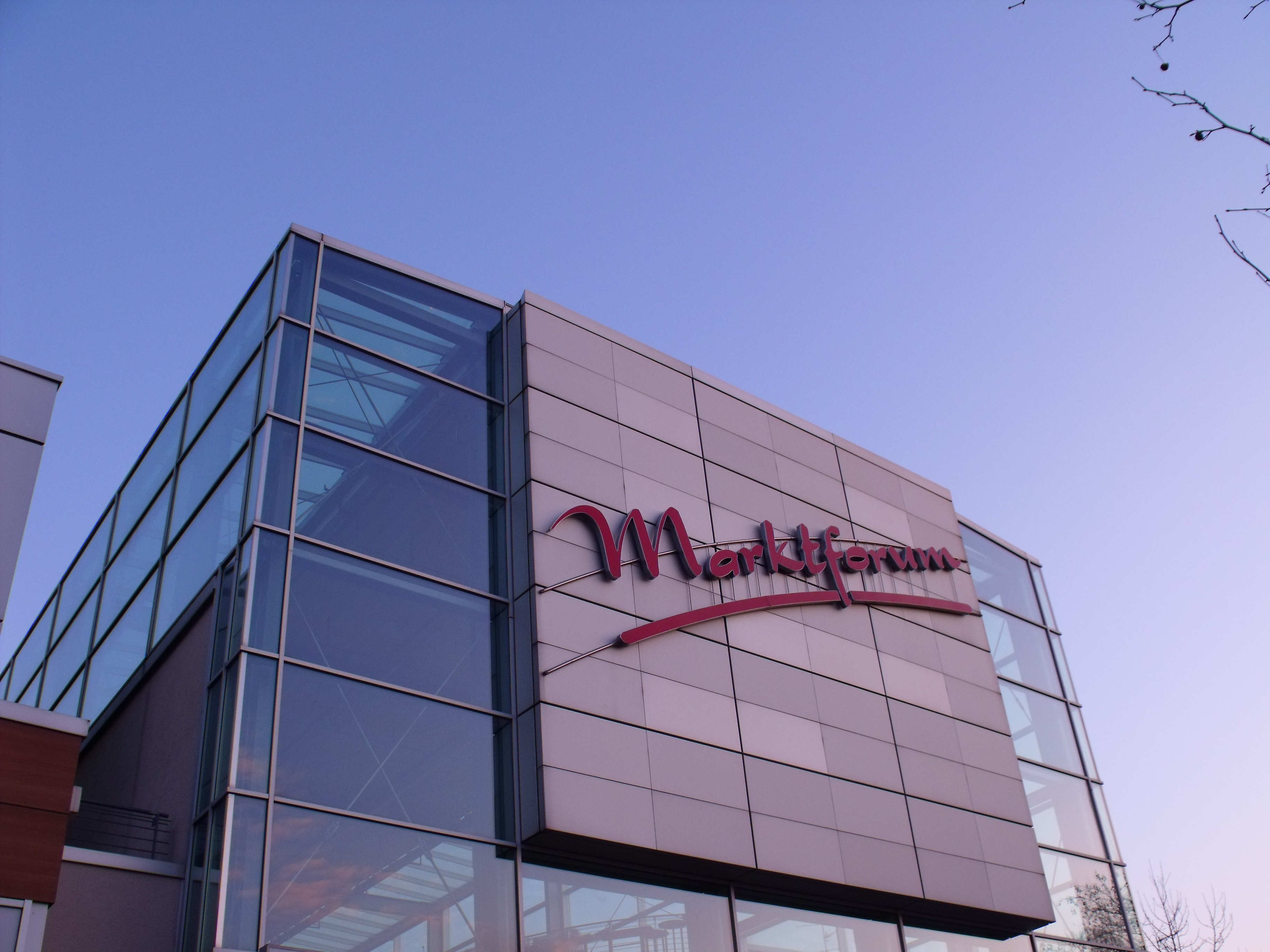
Marktforum am Hochemmericher Markt

Im Laufe der Zeit wechselte die Bedeutung des Namens Hochemmerich. Als Kirchspiel (Kirchdorf) existierte Hochemmerich ca. seit 900, als Bürgermeisterei (mit den Gemeinden Hochemmerich, Bergheim und Oestrum jedenfalls ab 1798).
Ein Schöffengericht in Hochemmerich ist für das Jahr 1343 erwähnt. Eine Ordnung der St. Sebastian-Schützen-Brüderschaft wurde 1603 beurkundet. Vor der französischen Besatzung gehörte das Gebiet zur Grafschaft Moers. Zwischen 1794 und 1814 war die Region während der Franzosenzeit unter Napoleon französisches Territorium, u. a. wurde der Code civil hier eingeführt.  Während dieser Zeit bildete Hochemmerich eine Mairie nach französischem Vorbild und gehörte zum Kanton Moers im Arrondissement Krefeld des Rur-Departements.
Die Besetzung durch preußische Truppen erfolgte am 6. Dezember 1813. Beim erneuten Übergang des linken Rheinufers als Ergebnis des Wiener Kongresses an Preußen (1815) kam der Kanton Moers zum Regierungsbezirk Kleve der Provinzialverwaltung Köln. Aus der Mairie der Franzosenzeit wurde die preußische Bürgermeisterei Hochemmerich, die 1816 zum Kreis Rheinberg und nach dessen Auflösung 1823 zum Kreis Geldern kam. Friemersheim gehörte ursprünglich zum Kreis Krefeld und kam mit Hochemmerich 1857 zum neugebildeten Kreis Moers. Von 1819 bis 1901 wurde die Bürgermeisterei Hochemmerich in Personalunion mit der Bürgermeisterei Homberg geführt.
Am 1. April 1921 vereinigten sich die Gemeinden Hochemmerich, Bergheim und Oestrum zur Gemeinde Hochemmerich und am 6. April 1923 wurden die Gemeinden Hochemmerich und Friemersheim durch Ministerialerlass zur größten Landgemeinde Preußens unter dem Namen Rheinhausen vereinigt, das bis dahin eine kleine Bauerschaft gewesen war, die sich östlich an die Dorfschaft Werthausen anschloss. Beide gehörten zur Bürgermeisterei Hochemmerich (ab 1. Januar 1928 als "Amt" Rheinhausen bezeichnet).
Zum 1. Juli 1934 erhielt die Gemeinde Rheinhausen Stadtrechte. Hochemmerich war in der Stadt Rheinhausen ein Stadtteil neben anderen (z. B. Asterlagen, Bergheim, Oestrum, Trompet). Mit der Auflösung des Kreises Moers und der Eingemeindung am 1. Januar 1975 durch das Ruhrgebiet-Gesetz nach Duisburg (zum Stadtbezirk Rheinhausen gemeinsam mit der Gemeinde Rumeln-Kaldenhausen) wurden die Ortsteile innerhalb der Stadtbezirke neu definiert. Hochemmerich wurde nun der auf der Karte eingezeichnete nordöstliche Teil des Stadtbezirks Rheinhausen (einschl. des östlichen Teils von Asterlagen mit der Ortsteilnr. 602, der südliche Teil wurde zu Rheinhausen-Mitte).

### Bürgermeister
Bürgermeister von Hochemmerich waren:
- 23. Januar 1798 bis 1807:  Arnold Fusten (zunächst Munzipilagent, ab 1800 Maire, * 1737, † 23. Juli 1827)
- 1807 bis 1813: Heinrich (Henri) Krämers (* 12. November 1774 † 23. Juli 1827)
- 1813 bis 1815: Arnold Berns (* 3. Dezember 1760, † 10. Februar 1828)
- 1815 bis 1819: Peter Heckhoff (* 1. September 1762, † 1841)
- 1819 bis 15. Mai 1861: Friedrich Wilhelm Daubenspeck (in Personalunion mit Homberg), (* 19. September 1790, † 21. August 1867)
- 15. Mai 1861 bis 14. Februar 1865: Julius Hasbach (in Personalunion mit Homberg), (* 2. Juli 1816,† 2. Februar 1876)
- 6. Februar 1866 bis 1. Oktober 1900 Franz Lauer (in Personalunion mit Homberg), (* 1831, † 6. April 1918)
- 7. Juni 1901 bis 6. April 1923: Leberecht Friedrich August Graeßner (* 1. März 1864, † 1. März 1939)

## Ortsteile

### Alt-Hochemmerich
Herzstück des alten Hochemmerich ist die Christuskirche, die bis zur Reformation im Jahre 1574 dem Hl. Petrus geweiht war. Der älteste Vorgängerbau der heutigen Christuskirche stammt aus dem 8. Jahrhundert und war eine Saalkirche von etwa 6 × 8 m Größe. Sie gehörte damals zum Einflussbereich der Abtei Werden, im Süden der heutigen Stadt Essen.
Etwa 300 m südwestlich der Kirche bestand im 5.–7. Jahrhundert ein fränkisches Gräberfeld, von dem seit 1928 immer wieder einzelne Reste freigelegt wurden. Die erste urkundliche Erwähnung des Ortes (als Embriki) und einer Kirche findet sich in einem Heberegister der Reichsabtei Werden aus der Zeit um 890.
Im Zuge der Expansion des Krupp’schen Hüttenwerkes und damit des Bevölkerungswachstums in den umliegenden Dörfern wuchs Hochemmerich zum Zentrum des örtlichen Einzelhandels heran und bildet noch heute, insbesondere mit dem zweimal wöchentlichen Wochenmarkt, der seit März 1901 besteht, den Einzelhandelsschwerpunkt in Rheinhausen. Der Eimer („Emmer“) im Rheinhauser Stadtwappen symbolisiert diesen Ortsteil.

### Atrop
Im Süden Hochemmerichs zwischen Rheinhausen-Mitte und dem Rhein, begrenzt von der Eisenbahnstrecke Wesel-Duisburg-Mönchengladbach, liegt Atrop. Das Zentrum befindet sich auf der Atroper Straße. Es bestand aus rund 10 landwirtschaftlichen Betrieben, die sich bereits ab ca. 900 angesiedelt hatten. Bekanntester Hof war der Heinrich Köhnens, der an der Atroper/Ecke Hochfelder Straße von 1868 bis 1919 die Kronenbrauerei betrieb. Teile der Margarethensiedlung, eine Arbeitersiedlung, erbaut um die Wende vom 19. zum 20. Jahrhundert, gehören ebenfalls zum Ortsteil. In den Jahren 1902/03 wurde auf der Atroper-, Schwarzenberger-, Friedrich-Alfred-, Eisen-, Industrie-, Gustav-, Adolf-, Andreas-, Eugen-, Klara-, Barbara- und Rosastraße sowie am Kruppplatz mit dem Bau der Siedlung begonnen. Mit Rheinhausen Ost besitzt Atrop einen der vier Anschlüsse der Deutschen Bahn Rheinhausens. Mehrere Buslinien verbinden den Ortsteil mit Moers und Duisburg. Atrop liegt direkt am Logport, einem Zentrum für Logistikunternehmen, welches auf dem Gelände des ehemaligen Hütten- und Bergwerkes Rheinhausen errichtet wurde.

### Werthausen
Der kleine direkt am Rheindeich gelegene Ortsteil ist durch die seit dem Mittelalter bekannte frühere Werthauser Fähre bekannt, die anstelle der heutigen Brücke der Solidarität Hochfeld und Werthausen verband. In Werthausen ist auch das Kleinkastell Werthausen aus der Römerzeit durch archäologische Funde belegt. Der Name Werthausen (vormals Werthuisen) bedeutet Das Haus an der Werth (Insel). In Werthausen befindet sich das denkmalgeschützte Alte Fährhaus (erbaut 1791); von 1888 bis in die 1960er Jahre befand sich an der Deichstraße in Werthausen die Kornbrennerei und Likörfabrik Lenzen.

### Rheinhausen
Südlich von Werthausen lag die Bauerschaft Rheinhausen (vormals Rynhuessen), nach der die Gemeinde seit 1923 und die Stadt seit 1934 benannt wurde. Die Bauerschaft wird 1250 erstmals erwähnt, sie bestand aus wenigen Höfen und hatte ca. 1 Dutzend Aufsitzer. Haupthof war 1445 das Lehen der Abtei Werden an Johann von Rynhusen. Von ihr sind keine Reste erhalten, sie ist durch Teile der genannten Margarethensiedlung überbaut worden.

### Rheinhausen-Mitte
Der südliche Teil von Hochemmerich wurde nach der kommunalen Neugliederung 1975 durch das Ruhrgebiet-Gesetz zu einem eigenen Ortsteil mit der Bezeichnung Rheinhausen-Mitte. Er umfasst das Gebiet rund um das Rathaus und die Musiker- und Dichterviertel.

## Bauwerke und Sehenswürdigkeiten
- Christuskirche (erbaut 1447)
- Diergardtpark
- Altes Fährhaus in Werthausen (erbaut 1791)
- Margarethensiedlung (errichtet ab 1903)
- St. Peter (erbaut 1914)
- Rheinbrücke Rheinhausen-Hochfeld (errichtet 1936); seit 1988 umbenannt in Brücke der Solidarität

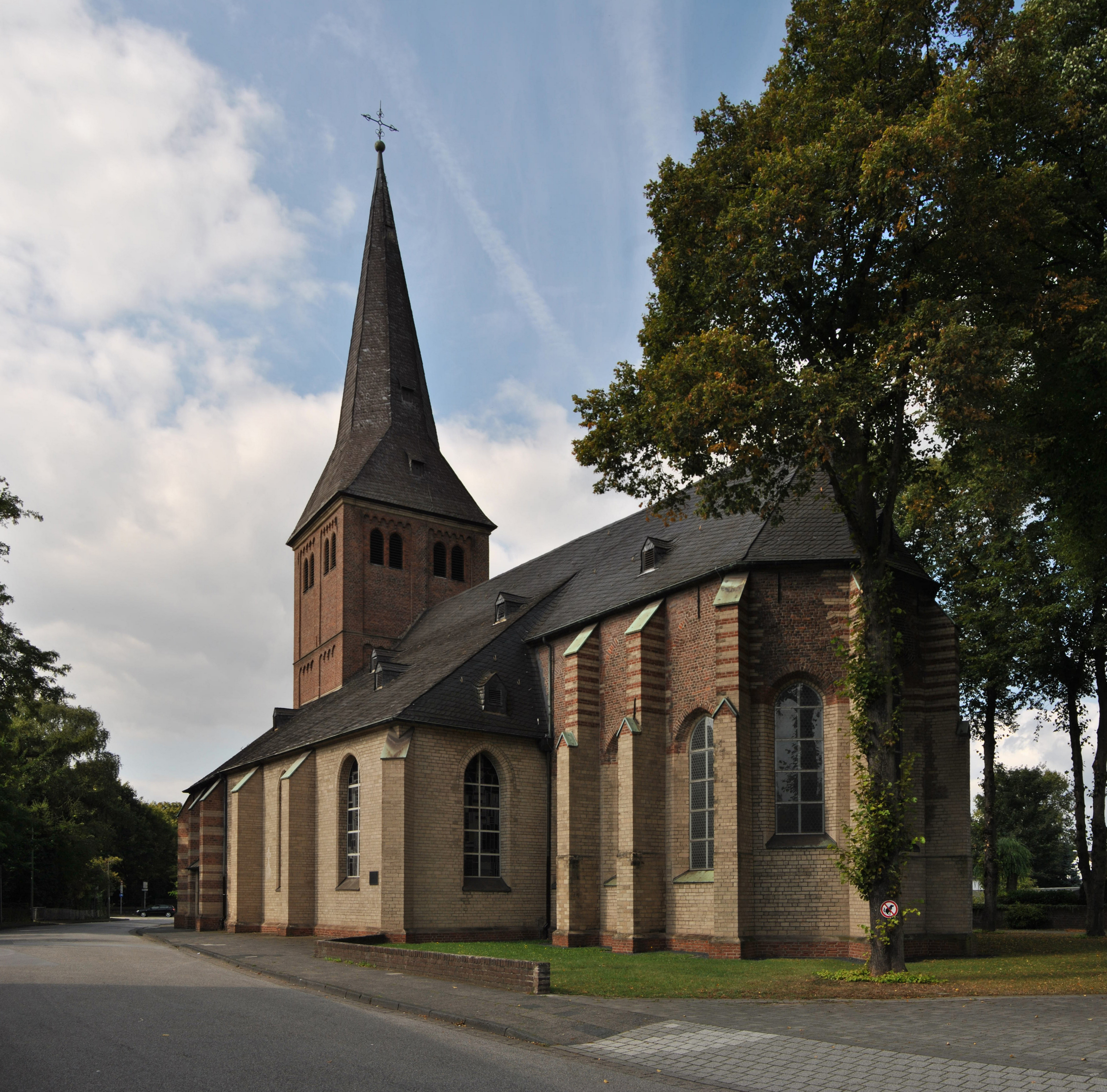
Evangelische Christuskirche im Herzen Hochemmerichs (1447)
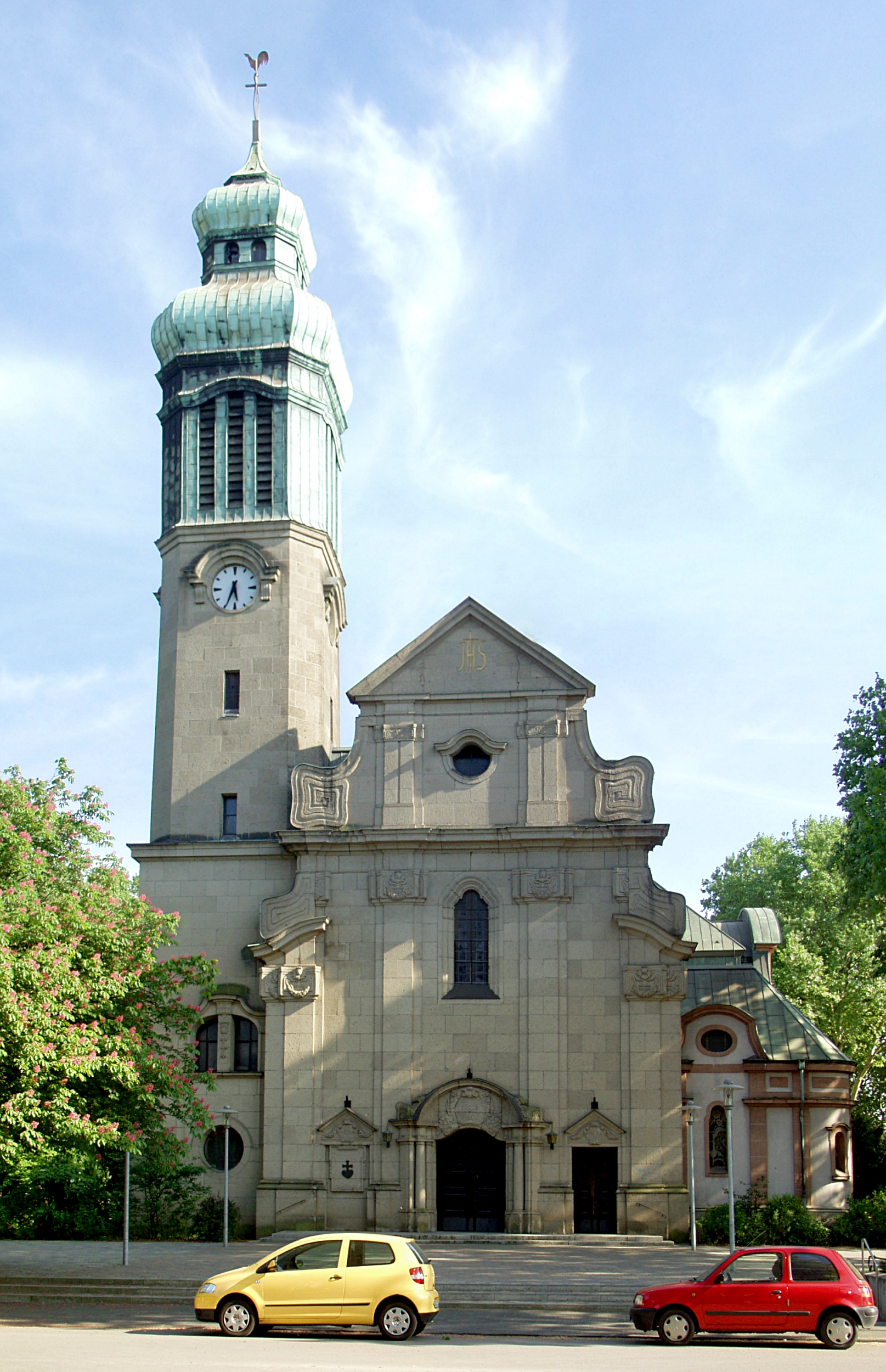
St. Peter, Schwarzenberg (1914–1915)
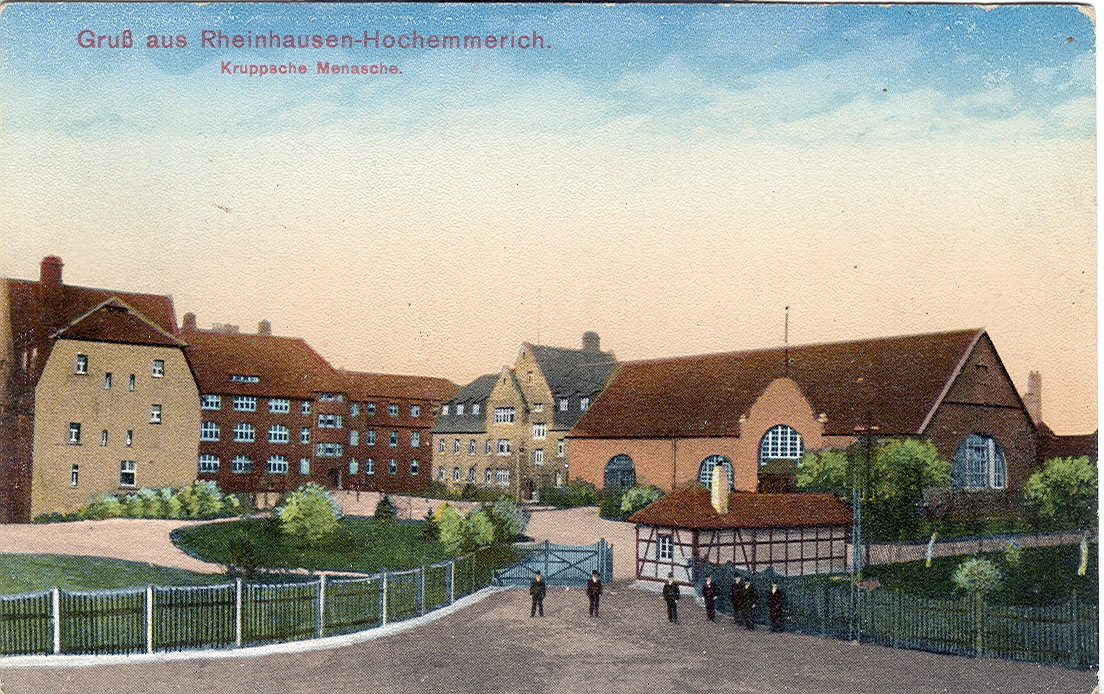
Krupp’sche Menage Rheinhausen-Hochemmerich, 1914
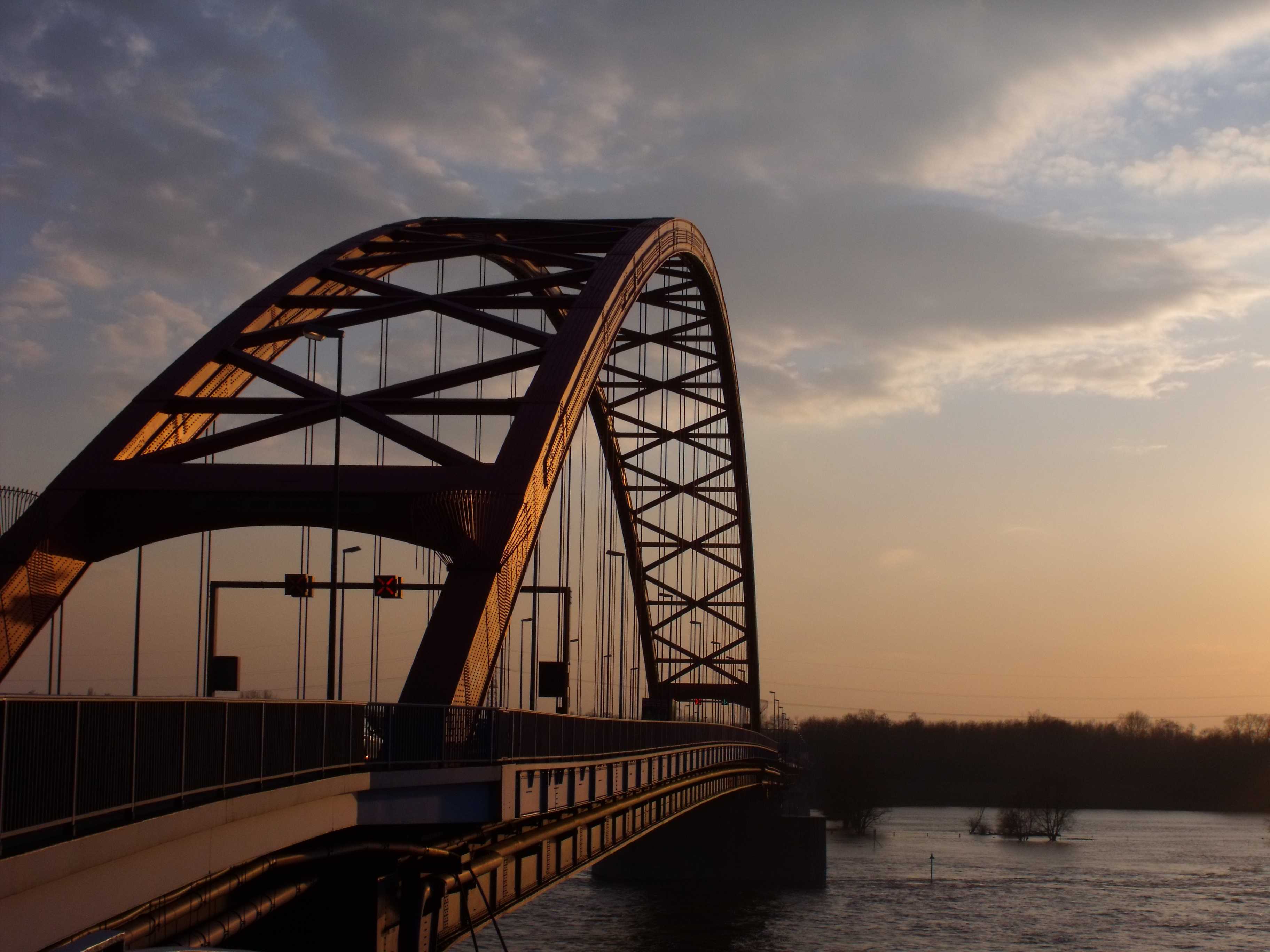
Brücke der Solidarität mit Blick Richtung Hochemmerich
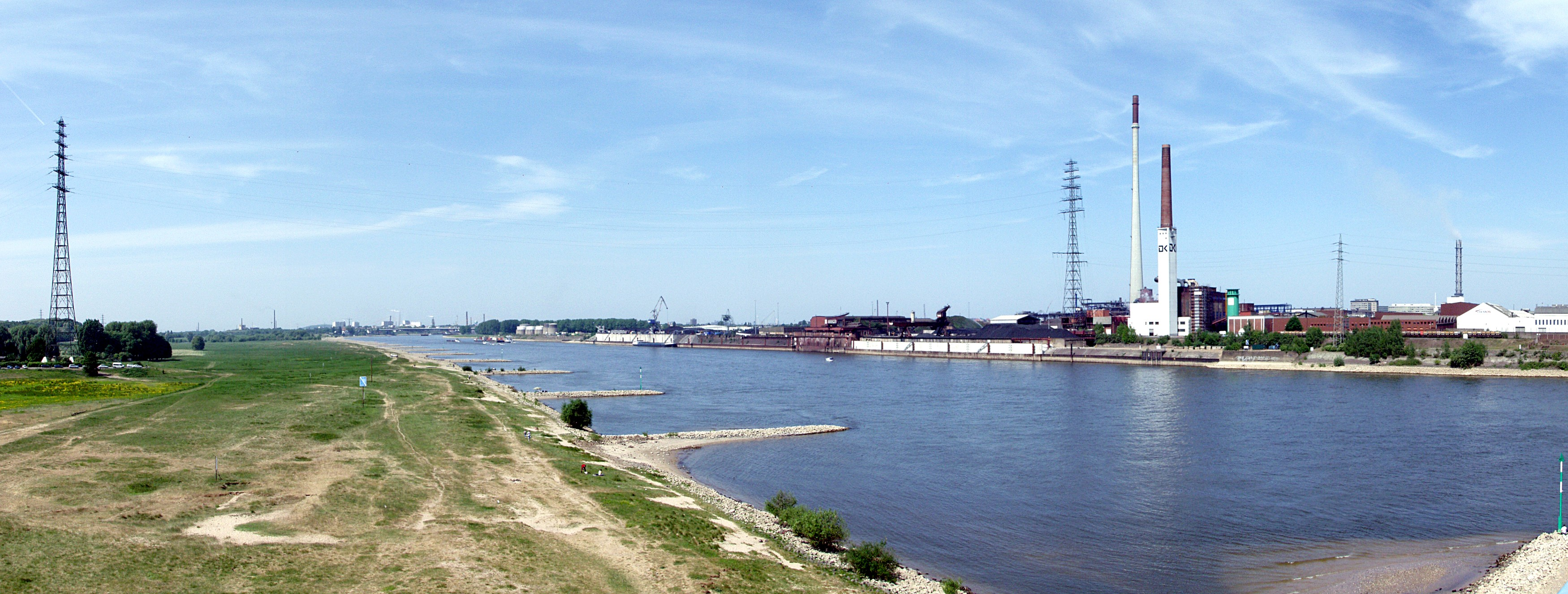
Rheinpanorama

## Bürgermeisteramtsgebäude
Die gesamte Verwaltung der Bürgermeisterei Hochemmerich (bestehend aus Bürgermeister, einem Sekretär, einem Lehrling und 2 Polizisten), fand ab 1901 Platz in 2 Wohnzimmern im Hause Altenschmidt an der Asterlager Straße, während des Einwohnermeldeamt im Hause Kirchstr. 8 untergebracht war. Diese Räume waren wegen des stark expandierenden Krupp-Werkes nur Notbehelfe. Am 17. Oktober 1901 erteilte der Landrat des Landkreises Moers die Weisung, für ein eigens zu errichtendes Bürgermeistereigebäude Angebote einzuholen. Die Baugenehmigung zum Gebäude an der Moerser Straße 26 (Kommunalweg von Hochemmerich nach Oestrum) wurde am 22. April 1902 erteilt.
Das Bürgermeisteramt Hochemmerich bezog am 25. Mai 1903 das neu errichtete Gebäude Moerser Straße 26, das bis 1929 die Gemeindeverwaltung und später eine Schule beherbergte und viele Jahre der Sitz einer Außenstelle des Duisburger Institutes für Jugendhilfe, einer städtischen Beratungseinrichtung, war. Nachdem diese in die Räumlichkeiten des Bezirksamtes Rheinhausen umgezogen ist, steht das Gebäude leer. Am 4. November 2014 wurde es durch die Bezirksvertretung Rheinhausen in die Denkmalliste nach dem Denkmalschutzgesetz (Nordrhein-Westfalen) aufgenommen.

## Verkehr
Der öffentliche Personennahverkehr im Stadtteil Hochemmerich wird seit der Eingemeindung von der Duisburger Verkehrsgesellschaft (DVG) betrieben. Einige der Linien werden im Gemeinschaftsverkehr mit der NIAG Niederrheinische Verkehrsbetriebe betrieben.
Ein zentraler Umsteigeknotenpunkt ist der Marktplatz Hochemmerich. Durch Hochemmerich verkehren die Buslinien 912, 914, 920,921, 922, 923, 924, 937, der Schnellbus SB 42, die Nachtlinien NE2 und NE27 sowie die von der Krefelder Verkehrsgesellschaft betriebene Linie 927. Die Linie 912 folgt dabei weitgehend dem Streckenverlauf der früheren Straßenbahnlinie 2 (krumme Linie) von Homberg bis Friemersheim, die von 1908 bis 1954 verkehrte.
Einen Bahnhof gibt es im Ortsteil Hochemmerich nicht. Die Rheinhauser Bahnhöfe befinden sich in den Ortsteilen Rheinhausen-Mitte (Haltepunkt Rheinhausen Ost), Friemersheim (Bahnhof Rheinhausen), Bergheim (Bahnhof Trompet) und Rumeln (Bahnhof Rumeln).

## Mundart und Umgangssprache
Hier wird Südniederfränkisch gesprochen. 
Die Rheinhausener Mundarten sind vom Moerser „Grafschafter Platt“ beeinflusst, weichen in den einzelnen Ortsteilen aber voneinander ab. Allerdings ist die Mundart stark im Schwinden und wird von der jüngeren Generation kaum noch verstanden. Stattdessen setzt sich eine „neue“ Umgangssprache durch, das sogenannte „Niederrhein-Deutsch“, von den Sprachforschern „Regiolekt“ genannt. Es orientiert sich zwar am Hochdeutschen, weist aber spezielle Merkmale auf durch die Aufnahme von Ausdrücken Zugewanderter oder Wörter der Jugendsprache. Auch die Bergmanns-Sprache hat ihre Spuren in der Umgangssprache hinterlassen. Viele kennen den Spruch vom: „..da hasse abber Futtsack dran!“.( Der Ausdruck Futtsack zeigt an, dass irgendetwas „schief gelaufen ist“. Er kommt aus der Zeit, als noch Grubenpferde unter Tage arbeiteten, die bei schwierigen Verhältnissen mit dem Futtersack ruhig gestellt wurden.)

## Söhne und Töchter der Stadt
- Theodor Timmermann (1627–1700), geboren in Hochemmerich, Apotheker, Bürgermeister von Mannheim und Bürgermeister der Pfälzer Kolonie von Magdeburg
- Carl Neinhaus (1888–1965), geboren in Hochemmerich, Jurist und Politiker (NSDAP, CDU)